# 1234
Évszázadok: 12. század – 13. század – 14. század
Évtizedek: 1180-as évek – 1190-es évek – 1200-as évek – 1210-es évek – 1220-as évek – 1230-as évek – 1240-es évek – 1250-es évek – 1260-as évek – 1270-es évek – 1280-as évek
Évek: 1229 – 1230 – 1231 – 1232 –  1233 – 1234 – 1235 – 1236 – 1237 – 1238 – 1239

## Események

### Határozott dátumú események
- május 7. – VI. Sancho unokájának, I. Theobald navarrai király trónra lépése, aki 1254-ig uralkodik.
- május 27. IX. Lajos francia király feleségül veszi Provence-i Margitot.[1]
- november 14. – IX. Gergely pápa felszólítja Béla királyfit, hogy a Kunországban lakó schismatikus románokat kényszerítse a milkói kun püspök fennhatóságának elfogadására.

### Határozatlan dátumú események
- az év folyamán – 
  - II. András magyar király békét köt II. Frigyes osztrák herceggel.
  - András herceg halálával vége a Galícia feletti magyar uralomnak.[2]
  - Szent Domonkos szentté avatása.[3]
  - IX. Gergely pápa privilégiumokat ad át a német lovagrendnek, ebben megerősíti az 1226-os rimini aranybullát, s teljes joggal felruházza a kereszteseket a porosz területek birtokba vevésére, lakóinak alávetésére, megtérítésére stb. (a német lovagok második országalapító levele). Ezzel a rend mindkét hozzá legközelebb álló érdekelt hatalom támogatását elnyerte, s biztosabb alapokon áll, okulva persze a Magyarországon történtekből.
  - IX. Gergely pápa kiadja a Decretalia című kánonjogi gyűjteményt, amely egészen az I. világháború utánig a katolikus egyházjog fő forrásmunkája maradt.[4]

## Halálozások
- április 7. – VII. Sancho navarrai király (* 1154)